# Luis Carlos Sánchez
Luis Carlos Sánchez (Tumaco, Nariño, Colombia; 13 de agosto de 1996) es un futbolista colombiano que juega como centrodelantero en el Esbjerg fB de la Segunda División de Dinamarca.

## Trayectoria

### Estilo de juego
Luis Carlos Sánchez, con su metro noventa y dos de estatura, destaca principalmente por su buen juego aéreo, además de poseer movilidad y rapidez en el ataque, centrodelantero potente, rápido, con talento de anotar.

### Clubes
| Club                      | País       | Año         |
| ------------------------- | ---------- | ----------- |
| Boyacá Chicó              | Colombia   | 2015 - 2016 |
| DAC Dunajská Streda II    | Eslovaquia | 2018        |
| Atlético                  | Colombia   | 2019 - 2020 |
| Rio Branco Atlético Clube | Brasil     | 2021 - 2022 |
| S.C. Lusitânia            | Portugal   | 2023        |
| Esbjerg fB                | Dinamarca  | 2024        |

## Estadísticas

### Clubes
Actualizado al 18 de agosto de 2024.
| Boyacá Chicó · Colombia | 1.ª           | 2015-16       | 2  | 0  | -  | - | - | - | 2  | 0  |
| Boyacá Chicó · Colombia | 1.ª           | 2015-16       | 0  | 0  | 1  | 0 | - | - | 1  | 0  |
| Boyacá Chicó · Colombia | 1.ª           | 2016-17       | 0  | 0  | 0  | 0 | 0 | 0 | 0  | 0  |
| Boyacá Chicó · Colombia | Total club    | Total club    | 2  | 0  | 1  | 0 | 0 | 0 | 3  | 0  |
| DAC Dunajská Streda II · Eslovaquia | 2.ª           | 2019-20       | 21 | 13 | 7  | 3 | - | - | 28 | 16 |
| DAC Dunajská Streda II · Eslovaquia | Total club    | Total club    | 21 | 13 | 7  | 3 | 0 | 0 | 28 | 16 |
| DAC Dunajská Streda · Eslovaquia | 1.ª           | 2020          | 0  | 0  | 0  | 0 | - | - | 0  | 0  |
| DAC Dunajská Streda · Eslovaquia | Total club    | Total club    |    | -  |    |   | 0 | 0 | -  | -  |
| Atlético · Colombia | 2.ª           | 2020          | 6  | 0  | 0  | 0 | - | - | 6  | 0  |
| Atlético · Colombia | Total club    | Total club    | 6  | 0  | 0  | 0 | 0 | 0 | 6  | 0  |
| Rio Branco Atlético Clube · Brasil | 2.ª           | 2021          | 6  | 2  | 2  | 1 | - | - | 8  | 3  |
| Rio Branco Atlético Clube · Brasil | Total club    | Total club    | 6  | 2  | 2  | 1 | 0 | 0 | 8  | 3  |
| Total carrera | Total carrera | Total carrera | 35 | 15 | 10 | 4 | 0 | 0 | 45 | 19 |
| (1)Incluidos los datos de los Play-Offs de ascenso de la EFL Championship (2019/20) (2)Incluidos los datos de la Copa (2019/20) y Superliga de Eslovaquia (Fortuna League) (3)Incluidos los datos de la Copa de Brasil Campeonato Brasileño de Serie B |               |               |    |    |    |   |   |   |    |    |